# Ängsmusseron
Ängsmusseron (Lepista luscina) är en svampart som först beskrevs av Elias Fries, och fick sitt nu gällande namn av Rolf Singer 1951. Ängsmusseron ingår i släktet Lepista och familjen Tricholomataceae.  Arten är reproducerande i Sverige. Inga underarter finns listade i Catalogue of Life.